# مارتن شويبله
مارتن شويبله (بالألمانية: Martin Schäuble)‏ (و. 1978  م) هو كاتب، وكاتب غير روائي ألماني.